# Kooperationsvertrag
Vertragszahnärzte können nach § 119b Abs. 1 SGB V seit 1. April 2014 mit stationären Pflegeeinrichtungen einzeln oder gemeinsam Kooperationsverträge schließen. Grundlage ist eine Rahmenvereinbarung über eine kooperative und koordinierte zahnärztliche und pflegerische Versorgung von stationär Pflegebedürftigen zwischen der Kassenzahnärztlichen Bundesvereinigung und dem Spitzenverband Bund der Krankenkassen.

## Zielsetzung
Die Vereinbarung soll eine die besonderen Bedürfnisse von pflegebedürftigen Versicherten berücksichtigende zahnärztliche Versorgung in stationären Pflegeeinrichtungen sicherstellen. Erforderlich sind hierzu insbesondere eine regelmäßige Betreuung der Pflegebedürftigen sowie eine enge Kooperation zwischen den Vertragspartnern des Kooperationsvertrags. Die regelmäßige Betreuung und alle in der Vereinbarung vorgesehenen oder empfohlenen zahnärztlichen und pflegerischen Maßnahmen werden nur durchgeführt, wenn der Bewohner oder sein gesetzlicher Vertreter dem zustimmt. Das Recht auf freie Arztwahl bleibt unberührt.
Für Pflegebedürftige verbessert eine gute Zahn- und Mundgesundheit die gesamte Lebensqualität und trägt dazu bei, lebensbedrohliche Erkrankungen zu verhindern. Sie erleichtert das Essen und Sprechen und fördert somit auch die soziale Teilhabe.
Die Kassenzahnärztliche Vereinigung stellt gegenüber dem Vertragszahnarzt konstitutiv fest, dass dieser auf der Grundlage des von ihm mit der Pflegeeinrichtung geschlossenen Kooperationsvertrags zur Abrechnung der Leistungen gemäß § 87 Abs. 2j SGB V berechtigt ist.

## Qualitäts- und Versorgungsziele
Die Qualitäts- und Versorgungsziele sind insbesondere:
- Erhalt und Verbesserung der Mundgesundheit einschließlich des Mund- und Prothesenhygienestandards und damit Verbesserung der mundgesundheitsbezogenen Lebensqualität (unter anderem Schmerzfreiheit, Essen, Sprechen, soziale Teilhabe)
- Vermeiden, frühzeitiges Erkennen und Behandeln von Erkrankungen des Zahn-, Mund und Kieferbereichs
- Regelmäßige Kontroll- und Bonusuntersuchungen
- Zeitnahe, den Lebensumständen des Pflegebedürftigen Rechnung tragende Behandlung bzw. Hinwirken auf eine solche Behandlung
- Verminderung der beschwerdeorientierten Inanspruchnahme, Vermeiden von zahnmedizinisch bedingten Krankentransporten und Krankenhausaufenthalten
- Stärkung der Zusammenarbeit und Verbesserung des Informationsaustauschs zwischen den an der Pflege sowie der medizinischen und zahnmedizinischen Versorgung der Bewohner beteiligten Berufsgruppen, den Bewohnern/gesetzlichen Vertretern sowie deren Angehörigen.[1]

## Aufgaben des Kooperationszahnarztes
Im Fall der Neuaufnahme eines Pflegebedürftigen in die Pflegeeinrichtung soll die erste Untersuchung innerhalb von acht Wochen stattfinden. Bis zu zweimal jährlich soll eine Eingehende Untersuchung zur Feststellung von Zahn-, Mund- und Kieferkrankheiten stattfinden, während der die Beurteilung des zahnärztlichen Behandlungsbedarfs, des Pflegezustands der Zähne, der Mundschleimhaut sowie der Prothesen stattfindet, gefolgt von  Vorschlägen für Maßnahmen zum Erhalt und zur Verbesserung der Mundgesundheit. Die eingehende Untersuchung dient auch zur Bestätigung der zahnärztlichen Untersuchung im Hinblick auf die Erhöhung der Festzuschüsse zum Zahnersatz nach § 55 Abs. 1 SGB V (Bonusheft).
Bis zu zweimal jährlich soll eine Anleitung (ggf. praktisch) des Pflegepersonals bei der Durchführung der ihm obliegenden Aufgaben durch versichertenbezogene Vorschläge für Maßnahmen zum Erhalt und zur Verbesserung der Mundgesundheit sowie Hinweise zu Besonderheiten der Zahnpflege sowie zu Pflege und Handhabung des Zahnersatzes erfolgen. Ferner gehören hierzu organisatorische Hinweise und Konsilien, die bedarfsorientiert erfolgen sollen, beispielsweise zum Krankheitsbild der Xerostomie oder eine Überweisung zur weiteren Abklärung oder Behandlung. In der Pflegeeinrichtung selbst erfolgen nur solche Maßnahmen, die nach den konkreten Umständen sowie nach den Regeln der zahnmedizinischen Kunst fachgerecht erbracht werden können.

## Anspruchsberechtigte
Anspruchsberechtigt sind Pflegebedürftige in stationären Pflegeeinrichtungen, die dem Kooperationsvertrag zwischen Pflegeeinrichtung und Kooperationszahnarzt beigetreten sind, und einer der nachfolgenden Pflegestufen angehören:
- Pflegestufe 0 – Demenzkranke, geistig, psychisch und physisch Behinderte mit erheblich eingeschränkter Alltagskompetenz können Pflegegeld und bestimmte Leistungen zur Deckung eines Bedarfs an allgemeiner Beaufsichtigung und Betreuung in Anspruch nehmen, auch wenn noch nicht der für Pflegestufe I erforderliche Zeitumfang erfüllt wird
- Pflegestufe I   – erhebliche Pflegebedürftigkeit, d. h. durchschnittlicher Hilfebedarf mindestens 90 Minuten pro Tag. Auf die Grundpflege müssen dabei mehr als 45 Minuten täglich entfallen
- Pflegestufe II  – schwere Pflegebedürftigkeit, d. h. durchschnittlicher Hilfebedarf mindestens 180 Minuten pro Tag mit einem Grundpflegebedarf von mehr als 120 Minuten täglich
- Pflegestufe III – schwerste Pflegebedürftigkeit, d. h. durchschnittlicher Hilfebedarf mindestens 300 Minuten pro Tag. Der Anteil an der Grundpflege muss mehr als 240 Minuten täglich betragen und es muss auch nachts (zwischen 22 und 6 Uhr) regelmäßig Grundpflege anfallen.

| Vollstationär in Heimen | Pflegestufe 0 | Pflegestufe I | Pflegestufe II | Pflegestufe III | Σ       |
| 2011                    | -             | 283.266       | 299.404        | 151.952         | 734.622 |
| 2013                    | 11.583        | 291.193       | 302.636        | 157.164         | 762.576 |

## Pflegeeinrichtungen
Dem Kooperationsvertrag können Pflegebedürftige beitreten, die in einer Pflegeeinrichtung gemäß § 71 Abs. 2 SGB XI untergebracht sind. Es handelt sich dabei um selbständig wirtschaftende Einrichtungen, in denen Pflegebedürftige:
1. unter ständiger Verantwortung einer ausgebildeten Pflegefachkraft gepflegt werden,
2. ganztägig (vollstationär) oder tagsüber oder nachts (teilstationär) untergebracht und verpflegt werden können.

In Deutschland gibt es 12.354 Pflegeheime, darunter 10.706 mit vollstationärer Dauerpflege (Stand 2011). Von 2,5 Mio. Pflegebedürftigen werden 743.000 vollstationär versorgt.  Ausgehend von der 12. koordinierten Bevölkerungsvorausberechnung der Statistischen Ämter des Bundes und der Länder könnte die Zahl der Pflegebedürftigen in Deutschland bis zum Jahr 2030 auf rund 3,4 Millionen Menschen ansteigen.

## Kritik
Die Kassenzahnärztliche Bundesvereinigung und die Bundeszahnärztekammer kritisieren, dass die im Gesetz vorgeschlagenen Maßnahmen nicht für alle Pflegebedürftigen Wirkung zeigen, sondern nur für diejenigen, die in stationären Einrichtungen leben. Zum anderen bleibt der Versorgungsanspruch der Pflegebedürftigen auf den gesetzlichen Leistungskatalog (BEMA) beschränkt, einen Einstieg in ein zahnärztliches Präventionsmanagement mit zusätzlichen vorsorgeorientierten Leistungen enthält das Pflege-Neuausrichtungs-Gesetz nicht. Dabei wären präventive Leistungen, die auf die besonderen Bedürfnisse von Pflegebedürftigen und Menschen mit Behinderung eingehen, dringend notwendig.